# 卡爾·納西布
卡爾·保羅·納西布（英語：Carl Paul Nassib，1993年4月12日—）是美式足球外線衛，目前效力於國家美式足球聯盟坦帕灣海盜。納西布在2016年NFL選秀的第三輪被克里夫蘭布朗選中，之後還有效力於拉斯維加斯突襲者。2021年，納西布成為首位公開出櫃並參賽的現役NFL球員。

## 外部連結
- Penn State Nittany Lions bio